# 바이아메

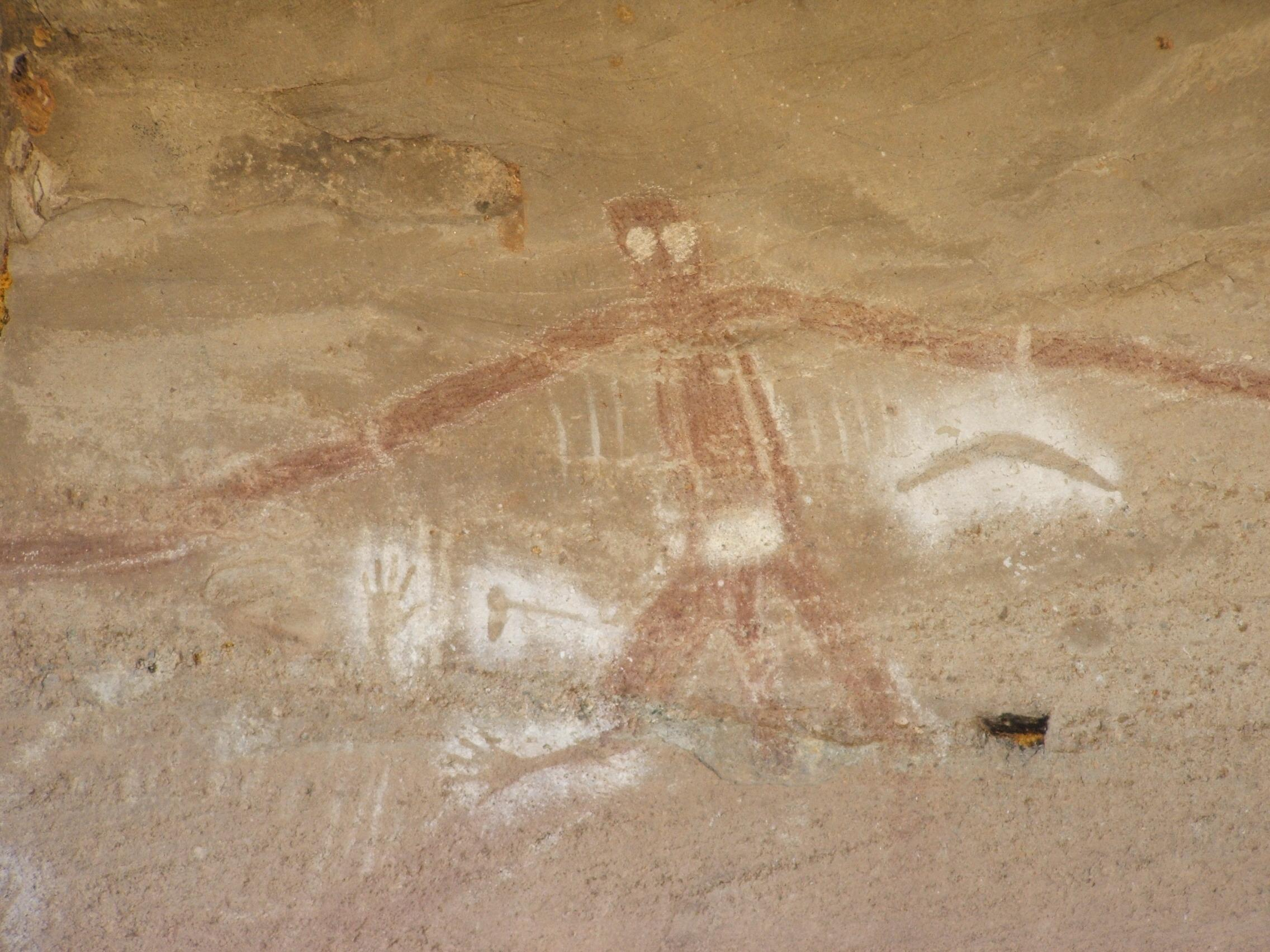
밀브로데일 (뉴 사우스 웨일즈 싱글톤의 남쪽) 근처 워나루아에 있는 바이아메의 그림. 그의 팔은 두 개의 나무로 이어진다.

오스트레일리아 원주민 신화에서 바아이메 (바아야미 또는 바아야마 또는 비아메에)은 호주 동남부 호주인의 여러 언어 집단 (예를 들면 워나루아, 카밀라로이, 에오라, 다르킨중, 위라주리)의 드리밍에 나타나는 창조신이자 천부였다.

## 같이 보기
- 원주민 신화
- 뉴 사우스 웨일즈 원주민 유적지